# Whatley (Alabama)
Whatley – jednostka osadnicza w Stanach Zjednoczonych, w stanie Alabama, w hrabstwie Clarke.